# Cestrum dielsii
Cestrum dielsii är en potatisväxtart som beskrevs av Erich Werdermann. Cestrum dielsii ingår i släktet Cestrum och familjen potatisväxter. Inga underarter finns listade i Catalogue of Life.